# Понте-Ламбро
Понте-Ламбро (итал. Ponte Lambro) — коммуна в Италии, располагается в регионе Ломбардия, подчиняется административному центру Комо.
Население составляет 4065 человек, плотность населения составляет 1355 чел./км². Занимает площадь 3 км². Почтовый индекс — 22037. Телефонный код — 031.
В коммуне особо празднуется Благовещение Пресвятой Богородицы.